# Punto di oliatura

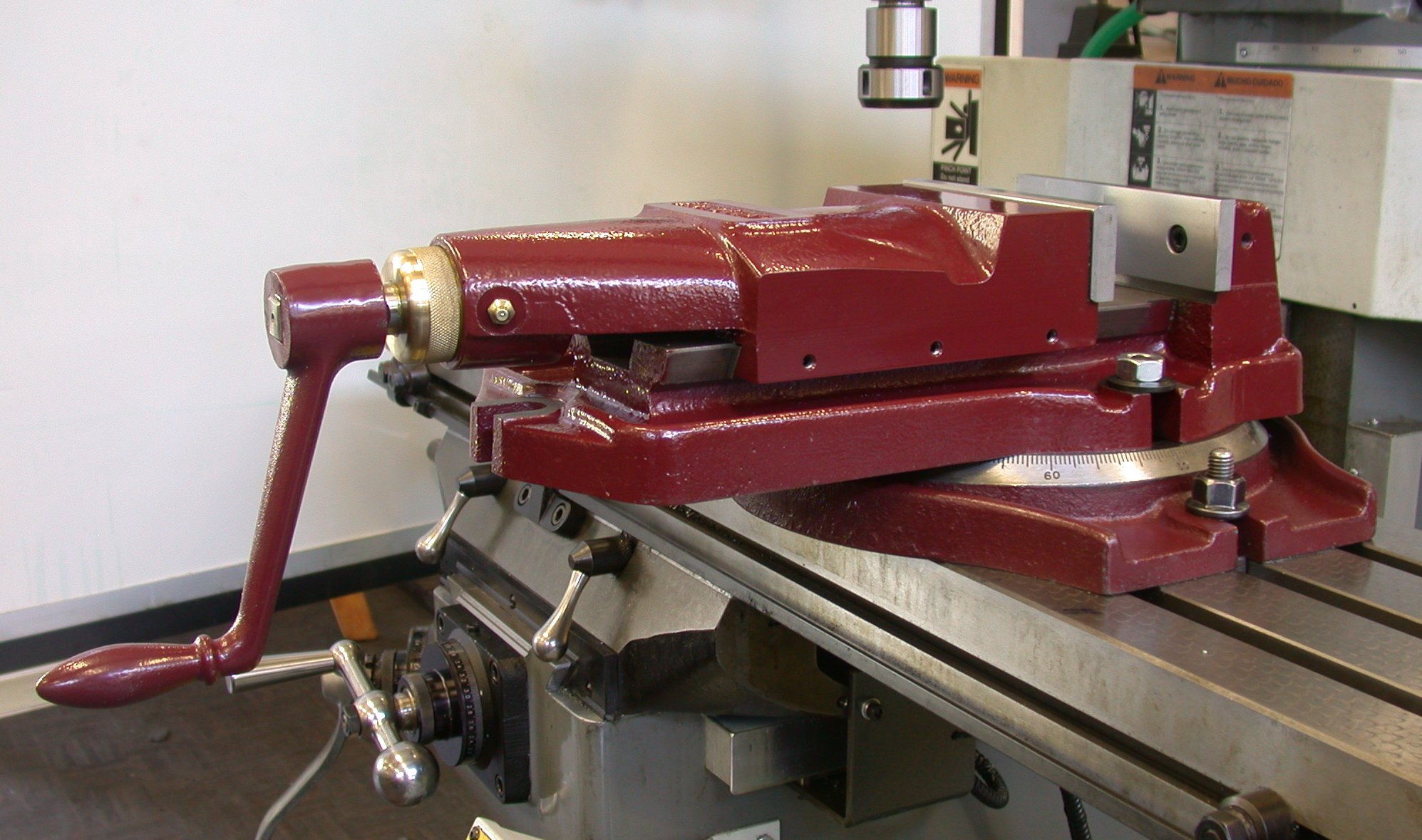
Punto di oliatura per la lubrificazione di una morsa da macchina

Il punto di oliatura (oil nipple nel gergo meccanico inglese) è un nottolino cavo al quale può collegarsi l'oliatore per pompare olio nel circuito di lubrificazione. La luce di accesso è di solito protetta da una sferetta sostenuta da una molla (valvola a sferetta di ritegno); la pressione esercitata dall'olio in ingresso spinto dall'oliatore vince la forza della molla e preme la sferetta verso l'interno scoprendo il foro e lasciando fluire l'olio nel circuito. 
A volte il punto di oliatura è costituito da un semplice foro attraverso il quale far fluire il lubrificante per gravità.